# 伍凱欣
伍凱欣（英語：Bonnie Ng Hoi-yan，1983年9月—），前香港中西區區議會東華選區議員。她早年就讀嘉諾撒聖心學校和嘉諾撒聖心書院（1995年至2000年）。

## 政治生涯
2011年，擔任上環選區甘乃威議員辦事處的社區主任。
2015年區議會選舉，當時人口估算約15,142人，其中有7,234位是選民。水街選區時任議員民主黨黃堅成宣布本屆不參選。由徒弟伍凱欣參選，對手是與首次參選的民建聯楊學明。最後楊學明以1,878票擊敗1,619票的伍凱欣。伍凱欣未能成功接捧。
於2017年8月，原任區議員蕭嘉怡獲委任政務司司長政治助理而辭去議員職務，觸發補選。伍凱欣代表民主黨參與補選並以1034票，擊敗獲建制派支持的呂錦強及報稱獨立進步民主派的劉舒燕。
2019年香港區議會選舉，伍凱欣以850多票撃敗對手張嘉恩。